# 서울오정초등학교
서울오정초등학교(서울梧亭初等學校)는 대한민국 서울특별시 구로구에 위치한 공립 초등학교이다.

## 학교 연혁
- 1986년 1월 9일: 서울오정국민학교 설립인가
- 1986년 4월 29일: 서울오정국민학교로 개교식
- 1996년 3월 1일: 서울오정초등학교로 교명 개칭

## 참고 자료
- 서울오정초등학교 - 한국교육학술정보원 학교알리미